# Julius Jolly (Politiker)

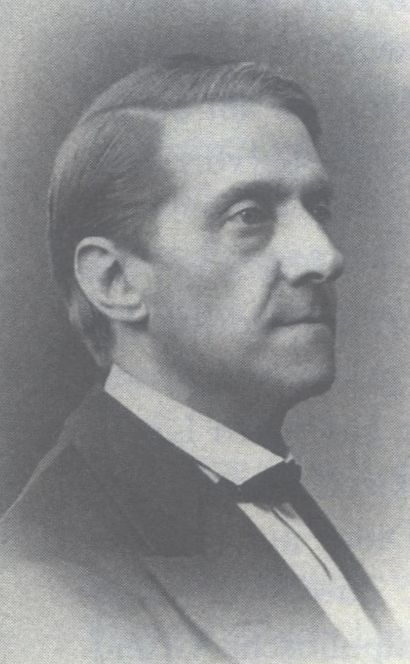
Julius Jolly

Julius August Isaak Jolly (* 21. Februar 1823 in Mannheim; † 14. Oktober 1891 in Karlsruhe) war ein deutscher Jurist und Hochschullehrer, der vor allem als badischer Politiker Bedeutung erlangte und von 1868 bis 1876 Staatsminister und Regierungschef war.

## Leben
Julius Jolly war der Sohn von Ludwig Jolly (1780–1853), Kaufmann und 1836–1849 Bürgermeister von Mannheim, und dessen Ehefrau Marie Eleonore Jolly geborene Alt (1786–1859). Sein Bruder Philipp von Jolly (1809–1884) war Hochschullehrer für Physik in Heidelberg und München. Am 18. Dezember 1852 heiratete er Elisabeth geb. Fallenstein.
Nach dem Studium der Rechtswissenschaft an der Rheinischen Friedrich-Wilhelms-Universität Bonn, der Friedrich-Wilhelms-Universität Berlin und der Universität Leipzig promovierte er mit einer Dissertation zum Thema „Über das Beweisverfahren nach dem Rechte des Sachsenspiegels“ (summa cum laude). Anschließend wurde er an der Ruprecht-Karls-Universität Heidelberg 1847 Privatdozent und 1857 Professor. Von 1861 bis 1868 vertrat Jolly die Heidelberger Universität als Mitglied in der Ersten Kammer der Badischen Ständeversammlung. Von 1869 bis 1876 gehörte Jolly als Abgeordneter der Nationalliberalen Partei der Zweiten Kammer der Badischen Ständeversammlung an.
1861 wurde Jolly in den badischen Staatsdienst berufen, zunächst als Regierungsrat, ab 1862 als Ministerialrat und 1866 schließlich als Präsident des Innenministeriums. Von 1868 bis 1876 war er als Staatsminister Chef der badischen Regierung (Kabinett Jolly). Hier führte er das Werk seines Vorgängers Karl Mathy fort, indem er sich maßgeblich für die Einigung Deutschlands einsetzte. Durch die von ihm betriebene Trennung von kirchlichen und staatlichen Angelegenheiten nahm er im Badischen Kulturkampf den preußischen Kulturkampf vorweg. Die kirchenpolitische Gesetzgebung seiner Regierungszeit war vor allem geprägt durch das Kulturexamen der Geistlichen, die Einführung der Zivilehe (1869) und die Einführung der Simultanschule (Entkonfessionalisierung der Schule, 1876). Das Simultanschulgesetz löste landesweite Empörung aus und sollte 1876 zur Entlassung Jollys als Ministerpräsident führen.
Seinen 14 Jahre älteren Bruder Philipp von Jolly, der in München Physik lehrte und an der Einführung des Metrischen Systems im Deutschen Bund arbeitete, verehrte er als Autorität und erhielt von ihm Anregungen für seine Tätigkeit als Staatsminister.
1869 legte er dem Landtag einen Entwurf für die Einführung der Norddeutschen Maß- und Gewichtsordnung des Norddeutschen Bundes in Baden vor.
Am 21. September 1876 kam es zu einem Eklat, als der Großherzog wegen der Vorkommnisse im Landtag, die Einführung der „gemischten Volksschule“ betreffend, eine Änderung in der Leitung des Staatsministeriums für notwendig erachtete. Jolly erbat seine Entlassung, die ihm unter Verleihung eines Ordens erteilt wurde.
Jolly wurde zum Präsidenten der Oberrechnungskammer ernannt. 1876 trat er bei den Reichstagswahlen als Kandidat auf, wurde aber von den Sozialdemokraten überstimmt.
1878 lehnte er den angebotenen Posten als Leiter des Finanzreferats im Reichskanzleramt ab.

## Schriften
- Das Recht der Aktiengesellschaften. In: Zeitschrift für deutsches Recht und deutsche Rechtswissenschaft, 11. Jahrgang 1847, S. 317–419.[1]
- Die Lehre vom Nachdruck, nach den Beschlüssen des deutschen Bundes dargestellt. Heidelberg 1852. (auch als Beilage der Zeitschrift Archiv für die civilistische Praxis, 35. Jahrgang)[1]
- Die badischen Gesetzentwürfe über die kirchlichen Verhältnisse. Heidelberg 1860.[1]
- Der Reichstag und die Parteien. Berlin 1880.[1]
- Der Kirchenstreit in Preußen. Verlag G. Reimer, Berlin 1882. (zuvor als Aufsatz im Augustheft des Jahrgangs 1882 der Preußischen Jahrbücher erschienen)[1]

## Auszeichnungen
- Ehrendoktorwürde der medizinischen Fakultät der Ruprecht-Karls-Universität Heidelberg anlässlich des Universitätsjubiläums 1886[1]
- Nach Julius Jolly wurde eine Straße in der Karlsruher Südweststadt benannt.